# Reoti
Reoti is een nagar panchayat (plaats) in het district Ballia van de Indiase staat Uttar Pradesh. 

## Demografie
Volgens de Indiase volkstelling van 2001 wonen er 22.103 mensen in Reoti, waarvan 51% mannelijk en 49% vrouwelijk is. De plaats heeft een alfabetiseringsgraad van 40%. 